# Miedzianka szmaragdowa
Miedzianka szmaragdowa (Chalcophaps indica) – gatunek średniej wielkości ptaka z rodziny gołębiowatych, podrodziny treronów. Występuje na subkontynencie indyjskim, w Azji Południowo-Wschodniej oraz Australii wraz z kilkoma wyspami Oceanii (przyjmując ujęcie systematyczne, w którym do tego gatunku włączana jest miedzianka brązowogłowa, C. (i.) longirostris). Nie jest zagrożony wyginięciem. Trzymany jest w niektórych ogrodach zoologicznych.
Długość ciała wynosi 23–27 cm. Miedzianki szmaragdowe są stosunkowo niewielkimi gołębiami o zaokrąglonych kształtach ciała i dość krótkim ogonie. Upierzenie jest głównie fioletowawo-brązowe. Od czoła za oko ciągnie się biały obszar. Ciemię niebieskoszare, o zmiennej barwie. Zależnie od podgatunku, na skrzydle może być obecna biała plama lub plama w innym kolorze. Płaszcz, barkówki i pokrywy skrzydłowe są zielone, opalizujące. Miedzianki szmaragdowe podzielić można na dwie grupy: osobników o szarej czapeczce (grupa C. i. indica) i osobników o brązowej czapeczce (grupa C. i. longirostris). Systematyka jest sporna; niektórzy autorzy uznają miedzianki szmaragdowe i miedzianki brązowogłowe za osobne gatunki na podstawie różnic w upierzeniu i głosie ptaków z różnych regionów, za czym jednak nie przemawia istnienie form przejściowych.
Zasięg występowania miedzianek szmaragdowych obejmuje Półwysep Indyjski, Azję Południowo-Wschodnią, Nową Gwineę, północną i wschodnią Australię oraz przyległe do tych obszarów wyspy, między innymi Cejlon, Andamany i Nikobary, Norfolk, Lord Howe, Nową Kaledonię i niektóre spośród innych wysp Oceanii. Środowiskiem życia miedzianek szmaragdowych są pierwotne lasy deszczowe i lasy innego rodzaju, między innymi namorzyny i lasy galeriowe, oraz zapuszczone plantacje i podmiejskie ogrody. Pożywieniem tych gołębi są głównie owoce i nasiona. Pora lęgowa przypada na różne okresy w roku w zależności od miejsca występowania, jednak w północnych częściach zasięgu lęgi trwają przeważnie od marca do maja, zaś w południowej – od października do marca. Gniazdo jest luźną platformą z gałęzi. Zniesienie liczy 2 jaja, które wysiadywane są przez 14–16 dni. Młode są w pełni opierzone po 12–16 dniach życia, zdolność lotu w niewoli uzyskują w wieku około 21 dni.
IUCN od 2014 roku klasyfikuje miedziankę szmaragdową jako gatunek najmniejszej troski (LC, Least Concern).

## Taksonomia
Po raz pierwszy zgodnie z zasadami nazewnictwa binominalnego gatunek ten opisał Karol Linneusz w 1758 w 10. edycji Systema Naturae. Nowemu gatunkowi nadał nazwę Columba indica. Holotyp pochodził z indonezyjskiej wyspy Ambon. Wcześniej w 1743 angielski przyrodnik George Edwards opublikował tablicę barwną i opis miedzianki szmaragdowej, którą nazwał Green-winged Dove, na podstawie okazu przywiezionego z Indii Wschodnich. Inny miał być trzymany w klatce przez Hansa Sloane’a. Obecnie (2019) Międzynarodowy Komitet Ornitologiczny (IOC) umieszcza miedziankę szmaragdową w rodzaju Chalcophaps. IOC wyróżnia dwa gatunki: miedziankę szmaragdową i miedziankę brązowogłową, podobnie jak autorzy Handbook of the Birds of the World Alive (w oryginalnej wersji, wydanej w 1997, rozdziału nie było). Przedstawiciele tych dwóch taksonów cechują się odmiennymi szczegółami upierzenia. Autorzy Kompletnej listy ptaków świata łączą te dwa gatunki, uznając miedziankę brązowogłową za podgatunek miedzianki szmaragdowej (C. i. longirostris). W 1986 White i Bruce stwierdzili, że w obszarze Wallacea (w Indonezji, między linią Wallace’a a linią Lydekkera) następuje gwałtowna zmiana z jednej formy na drugą i nie stwierdzono gołębi o pośrednich cechach. W 2005 Rasmussen i Anderton wyrazili podobny pogląd wskazując, że upierzenie i głos miedzianek w południowej Azji są znacząco odmienne od miedzianek w Australii, stąd powinny być uznawane za dwa osobne gatunki. W 2013 Johnstone nie zgodził się twierdząc, że w sposób oczywisty uwidacznia się stopniowa zmiana cech u miedzianek szmaragdowych i nie ma podstaw do rozdzielania ich na dwa gatunki. W artykule opublikowanym w 2014 scharakteryzował ptaki pośredniej formy, występujące między innymi na wyspie Semau. Rozdział miedzianki szmaragdowej i brązowogłowej na dwa gatunki został zaproponowany również w 2014 w Illustrated Checklist of the Birds of the World na podstawie kryteriów opracowanych przez Tobiasa i współpracowników w 2010. BirdLife International opierające się na tym źródle również traktuje C. indica i C. (i.) longirostris jako dwa odrębne gatunki, wskutek czego są one również osobno klasyfikowane przez IUCN.
Nazwa Chalcophaps (i.) chrysochlora bywa błędnie używana dla populacji ze wschodniej Australii (konkretnie miedzianek brązowogłowych, zakładając ich odrębność gatunkową). W Pigeons and Doves (2012), monografii dotyczącej gołębiowych, widnieje jako osobny podgatunek C. i. chrysochlora. Według autorów HBW jest to dawna nazwa dla C. i. rogersi. IOC odnotowuje, że epitet chrysochlora wyszedł z użycia, a określał formy klasyfikowane współcześnie jako C. i. rogersi i C. i. timorensis. Chalcophaps (i.) chrysochlora opisał w 1827 Johann Georg Wagler, pod nazwą Columba chrysochlora. Był gatunkiem typowym dla rodzaju Chrysochlora, wspomnianego po raz pierwszy przez Johna Goulda w 1848.
W związku z połączeniem w jeden gatunek miedzianki szmaragdowej i brązowogłowej, jak to przedstawiono w Kompletnej liście ptaków świata, podgatunków uznawanych przez IOC jest 10. Te same wymieniają autorzy HBW. Opisano również kilka nieuznawanych podgatunków, w tym C. i. salimalii (południowo-zachodnie Indie), C. i. yamashinai (południowe Riukiu), C. i. formosana (Tajwan), C. i. sanghirensis (Sangihe), C. i. nana (Peleng) i C. i. melvillensis (Wyspa Melville’a). Wszystkie zdają się jednak być wyodrębnione na podstawie mało znaczących różnic względem ptaków podgatunku nominatywnego. 
Choć obowiązującą polską nazwą gatunku jest miedzianka szmaragdowa, w materiałach dotyczących hodowli występuje również pod nazwą gołąbeczek zielonoskrzydły.

### Genetyka
W 2011 zsekwencjonowano całkowicie lub niemal całkowicie genom mitochondrialny u 17 różnych gatunków ptaków. Wśród nich była miedzianka szmaragdowa; u tego gatunku genom mitochondrialny liczy co najmniej 15 363 pary zasad. W lutym 2019 GenBank zawierał 70 różnych sekwencji nukleotydowych dla Chalcophaps indica. Badana była również sekwencja genu kodującego podjednostkę I oksydazy cytochromu c u miedzianek szmaragdowych i 23 innych gatunków gołębi, między innymi na podstawie zasobów GenBanku. Sekwencja COI okazała się być taka sama u miedzianki szmaragdowej i 3 innych gatunków: gołąbeczka azteckiego (Columbina inca), gołąbka zebrowanego (Geopelia striata) i kasztanówki bażanciej (Macropygia amboinensis phasianella).
Nie stwierdzono krzyżowania się z innymi gatunkami, jednak nad rozrodem miedzianek szmaragdowych przeprowadzono niewiele badań i nie jest to wartościowa informacja.

## Podgatunki i zasięg występowania
Poniżej przedstawiono systematykę łączącą w jeden gatunek miedziankę szmaragdową i brązowogłową, jak to przedstawiono w Kompletnej liście ptaków świata, oraz podgatunki wymienione według IOC:
- C. i. indica (Linnaeus, 1758[3]) – subkontynent indyjski (na południe od zboczy Himalajów), południowe Chiny (południowo-wschodni Syczuan, Junnan, Kuangsi, Hajnan), Tajwan, południowe wyspy Riukiu i obszar dalej na południe biegnący przez południowo-wschodnią Azję oraz Filipiny po Małe i Wielkie Wyspy Sundajskie, Celebes, Moluki (poza południowo-wschodnią częścią) oraz okolice zachodniej Nowej Gwinei[4]
- C. i. robinsoni Baker, 1928 – Sri Lanka[4]
- C. i. maxima Hartert, 1931[28] – Andamany[4]
- C. i. augusta Bonaparte, 1855 – Nikobary[4]
- C. i. natalis Lister, 1889 – Wyspa Bożego Narodzenia[4]
- C. i. minima Hartert, 1931[28] – wyspy u północno-zachodniego wybrzeża Nowej Gwinei: Numfoor, Biak i Mios Num[4]

Z grupy miedzianki brązowogłowej (C. (i.) longirostris):
- C. i. timorensis Bonaparte, 1856[29] – wschodnie Małe Wyspy Sundajskie (od Wetar, Timoru i Roti) na wschód po południowe i południowo-wschodnie Moluki (Wyspy Banda, Wyspy Tayandu, Wyspy Kai) i Wyspy Tanimbar[7].
- C. i. longirostris Gould, 1848 – północna Australia (północna Australia Zachodnia w regionie Kimberley i północne Terytorium Północne)[7]
- C. i. rogersi Mathews, 1912[30] – wybrzeże Nowej Gwinei (od Astrolabe Bay na północy i Hall Sound na południu) na wschód po Wyspy Trobrianda, Wyspy d’Entrecasteaux i Luizjady, dalej po wschodnią Australię (na południe po Wiktorię). Występuje również na Lord Howe i Norfolku, gdzie prawdopodobnie został introdukowany[7] lub dotarł w sposób naturalny pod koniec XIX lub na początku XX wieku[31].
- C. i. sandwichensis Ramsay, 1878[32] – Wyspy Santa Cruz, Wyspa Banksa, Vanuatu i Nowa Kaledonia[7]

Na Norfolku po raz pierwszy odnotowano te gołębie w 1908 (pierwszy lęg stwierdzono w 1911), na Lord Howe – 1869. Podejmowano inne próby introdukcji: na Hawajach w 1924 (osobniki z Singapuru wprowadzono na Oʻahu, bez powodzenia), na Nowej Zelandii w 1867 (ptaków nie wypuszczono) i w Hongkongu, gdzie introdukcja powiodła się. Informacja o wprowadzeniu miedzianek szmaragdowych w Hongkongu pochodzi z lat 70. XX wieku. Gołębie te zaczęły rozmnażać się w jednym z rezerwatów przyrody i prawdopodobnie także w innych obszarach.

## Morfologia
Długość ciała wynosi 23–27 cm. Miedzianki szmaragdowe są stosunkowo niewielkimi gołębiami. Cechują się zaokrąglonymi kształtami ciała i stosunkowo krótkim ogonem. Zwykle obserwowane są po spłoszeniu. W locie sprawiają wrażenie masywnych ptaków o wydatnej klatce piersiowej. Upierzenie jest głównie fioletowawo-brązowe. Od czoła za oko ciągnie się biały obszar. Ciemię niebieskoszare, o zmiennej barwie. Zależnie od podgatunku, na skrzydle może być obecna biała plama. Płaszcz, barkówki i pokrywy skrzydłowe są zielone, opalizujące. Miedzianki szmaragdowe podzielić można na dwie grupy: osobników o szarej czapeczce (grupa C. i. indica) i osobników o brązowej czapeczce (grupa C. i. longirostris). Masa ciała osobników w pierwszej grupie wynosi 89–171 g ogółem i 100–131 g u przedstawicieli C. i. natalis. Masa ciała osobników w drugiej grupie wynosi 140–192 g u C. i. longirostris, 120–172 g u C. i. rogersi i 100–128 g u C. i. sandwichensis. Szczegółowe wymiary podane w milimetrach przedstawiono w poniższej tabeli:
| Podgatunek           | Płeć     | Długość skrzydła | Długość dzioba | Długość skoku | Długość ogona |
| -------------------- | -------- | ---------------- | -------------- | ------------- | ------------- |
| C. i. robinsoni      | M        | 135–147          | 21–22          | ok. 24        | b.d.          |
| C. i. robinsoni      | F        | 130–142          | 19–21          | 22–24         | 80–93         |
| C. i. maxima¹        | M (n=12) | 146–155          |                |               |               |
| C. i. maxima¹        | F (n=6)  | 142–162          |                |               |               |
| C. i. augusta        | M (n=2)  | 152, 153         | 23, 22         | b.d.          | 90 (dla 1)    |
| C. i. augusta        | F (n=3)  | 144–150          | 22             | b.d.          | 82–90         |
| C. i. timorensis     | M (n=1)  | 157              | 17             | b.d.          | 98            |
| C. i. timorensis     | F (n=1)  | 148              | 15             | b.d.          | 95            |
| C. i. natalis        | M (n=19) | 132–150          | 19–23          | 26–29         | 63–86         |
| C. i. natalis        | F (n=17) | 132–141          | 20–23          | 24–27         | 66–83         |
| C. i. minima         | M/F      | 133,5–150        |                |               |               |
| C. i. longirostris   | M (n=20) | 155–167          | 22–25          | 27–30         | 84–99         |
| C. i. longirostris   | F (n=10) | 164–160          | 21–24          | 26–31         | 85–90         |
| C. i. rogersi        | M (n=1)  | 153              | 22             | 27            | 89            |
| C. i. rogersi        | F (n=1)  | 147              | 22             | 22            | 79            |
| C. i. sandwichensis² | M/F      | 137–159          |                |               |               |

¹ U Harterta minimalne i maksymalne długości skrzydła były nieco większe: 157–164 mm dla 3 samców; 165 mm dla 1 samicy.

² Ramsay podał dokładne wymiary inne niż długość skrzydła, jednak w calach: długość dzioba od nasady nozdrzy 0,6 cala (15 mm), od czoła 0,8 cala (20 mm); długość skoku 1 cal (25,5 mm): długość skoku ogona 3,2 cala (ok. 81 mm).

### Upierzenie
Dalsze informacje w tym akapicie dotyczą ptaków podgatunku nominatywnego, jeśli nie zaznaczono inaczej. W upierzeniu występuje dymorfizm płciowy. U samca czoło i brew białe. Barwa brwi stopniowo przechodzi w jasną, niebieskoszarą, aż do jej połączenia z ciemnym szaroniebieskim ciemieniem i karkiem. Szyja i górna część płaszcza mają intensywny kasztanowy kolor, w zmiennej ilości wmieszane w nie są szaroniebieskie pióra. Płaszcz, pokrywy skrzydłowe, lotki III rzędu i zewnętrzne chorągiewki wewnętrznych lotek II rzędu wyróżniają się opalizującym metalicznym zielonym kolorem, często z brązowym połyskiem. Pokrywy skrzydłowe mniejsze bliższe rosnące na brzegu skrzydła mają białe końcówki, szczególnie dobrze widoczne na chorągiewkach zewnętrznych, które tworzą plamę skrzydłową. Pokrywy pierwszorzędowe i lotki są ciemnobrązowe, czarniawe. Nasady chorągiewek wewnętrznych lotek I rzędu są rdzawe, co można dostrzec u lecącego ptaka. Grzbiet czarniawy, niekiedy widoczny jest zielonkawy połysk. W poprzek grzbietu biegną dwa szare pasy, typowo dla przedstawicieli Chalcophaps (patrz: zdjęcie numer 2 w galerii po prawej). Kuper porastają ciemnoszare pióra z czarniawymi krawędziami, podobnie ubarwione są pokrywy nadogonowe. Górne sterówki czarniawe, te zewnętrzne ciemnoszare, z czarnym paskiem przedkońcowym. Broda ma barwę winnopłową, gardło, pokrywy uszne i pierś – kasztanową, stopniowo jaśniejącą i różowiejącą na brzuchu oraz brązowiejącą lub szarzejącą wokół kloaki. Pokrywy podogonowe i spód ogona ciemnoszare. Spód skrzydeł kasztanowy. Tęczówka ciemnobrązowa. Dziób barwy od pomarańczowoczerwonej do żółtej, z nasadą i woskówką barwy od magenty po ciemną purpurę. Nogi i stopy purpurowe. Samica upierzona jest podobnie do samca. Zwykle na szyi i spodzie ciała jej upierzenie ma bardziej płowopomarańczowy odcień. Białe czoło i brew pokryte są szarym i płowym nalotem. Ciemię ma raczej intensywną brązową barwę niż ciemnoszarą jak u samca. Zielony połysk płaszcza bardziej złocisty. Biała plama na skrzydłach mniejsza i bardziej szara niż u samca. Niektóre samice, szczególnie starsze, wyglądają niemal identycznie jak samce. Według Gibsona-Hilla u przedstawicieli C. i. natalis, wyłącznie samców, w okresie lęgowym barwa dzioba zmienia się na jaskrawą, pomarańczowoczerwoną.
W niewoli odnotowano osobniki albinotyczne i szeki, jednak żadna z odmian nie utrzymała się.
Inne podgatunkiPoniżej opisano różnice w upierzeniu ptaków danego podgatunku względem ptaków podgatunku nominatywnego, jeśli nie zaznaczono inaczej.
- C. i. robinsoni – upierzenie bardzo podobne. U samca szary obszar na ciemieniu rozciąga się dalej po tył szyi i górną część płaszcza, a u samic szara czapeczka na głowie jest obszerniejsza[18].
- C. i. maxima – upierzenie samców identyczne, u samic brak szarej czapeczki. Ptaki tego podgatunku osiągają nieco większe rozmiary w porównaniu do tych podgatunku nominatywnego. Odrębność u tego podgatunku słabo zaznaczona[18].
- C. i. augusta – upierzenie pośrednie między przedstawicielami podgatunku nominatywnego a C. i. maxima[18].
- C. i. natalis – u samców spód ciała jest bardziej płowopomarańczowy (szczególnie brzuch), a czapeczka – ciemniejsza. Plama na skrzydle szara, o mniejszym zasięgu. U samicy czoło ma barwę piaskowopłową, podobnie jak brew. Brak u niej szarości na ciemieniu. Ma rdzawą plamę na skrzydle, a kuper, pokrywy nadogonowe i górna część ogonowa są intensywnie rdzawe. Szyja i wierzch ciała przybierają bardziej piaskowy odcień[18].
- C. i. minima – upierzenie ciemniejsze[18].
- C. i. timorensis – kark, tył szyi i górna część płaszcza bardziej szara. Ponadto wymiary ciała są mniejsze[18].
- C. i. longirostris – u samca głowa, szyja i spód ciała przybierają bardziej czerwonokasztanową barwę. Czoło i brew kasztanowopłowe, nie białe. Ciemię, kark, tył szyi i wierzch i górna część płaszcza łupkowoszara, o zmiennym odcieniu, często ledwo rozróżnialnym od reszty upierzenia. Plama biała na skrzydłach wyróżnia się czystszym kolorem i większym zasięgiem. Wewnętrzne chorągiewki lotek I rzędu cechuje intensywniejsza rdzawa barwa. Samice bardzo przypominają te podgatunku C. i. natalis, lecz obszar od kupra do ogona ma bardziej matowy odcień, zaś plama na skrzydle, jasnoszara, jest dość wyraźna[18].
- C. i. rogersi – pierwotną cechą wyróżniającą dla Mathewsa, który opisał podgatunek, było to, że w porównaniu do miedzianek brązowogłowych przedstawiciele C. i. rogersi mają jaśniejszy spód ciała i słabiej zaznaczoną barwę karku[30]. Ponadto upierzenie spodu ciała ma bardziej płowy odcień. Samice wyróżniają się również bardziej rdzawym kuprem i pokrywami nadogonowymi oraz szarą, stosunkowo małą plamą skrzydłową[18].
- C. i. sandwichensis – upierzenie bardzo podobne do tego u reprezentantów C. i. rogersi, jednak głowa nieco jaśniejsza, spód ciała bardziej winnoczerwony, zaś na ciemieniu i płaszczu brakuje barwy fioletowoszarej; obszary koloru kasztanowego mają intensywniejszy odcień[18].

## Ekologia i zachowanie

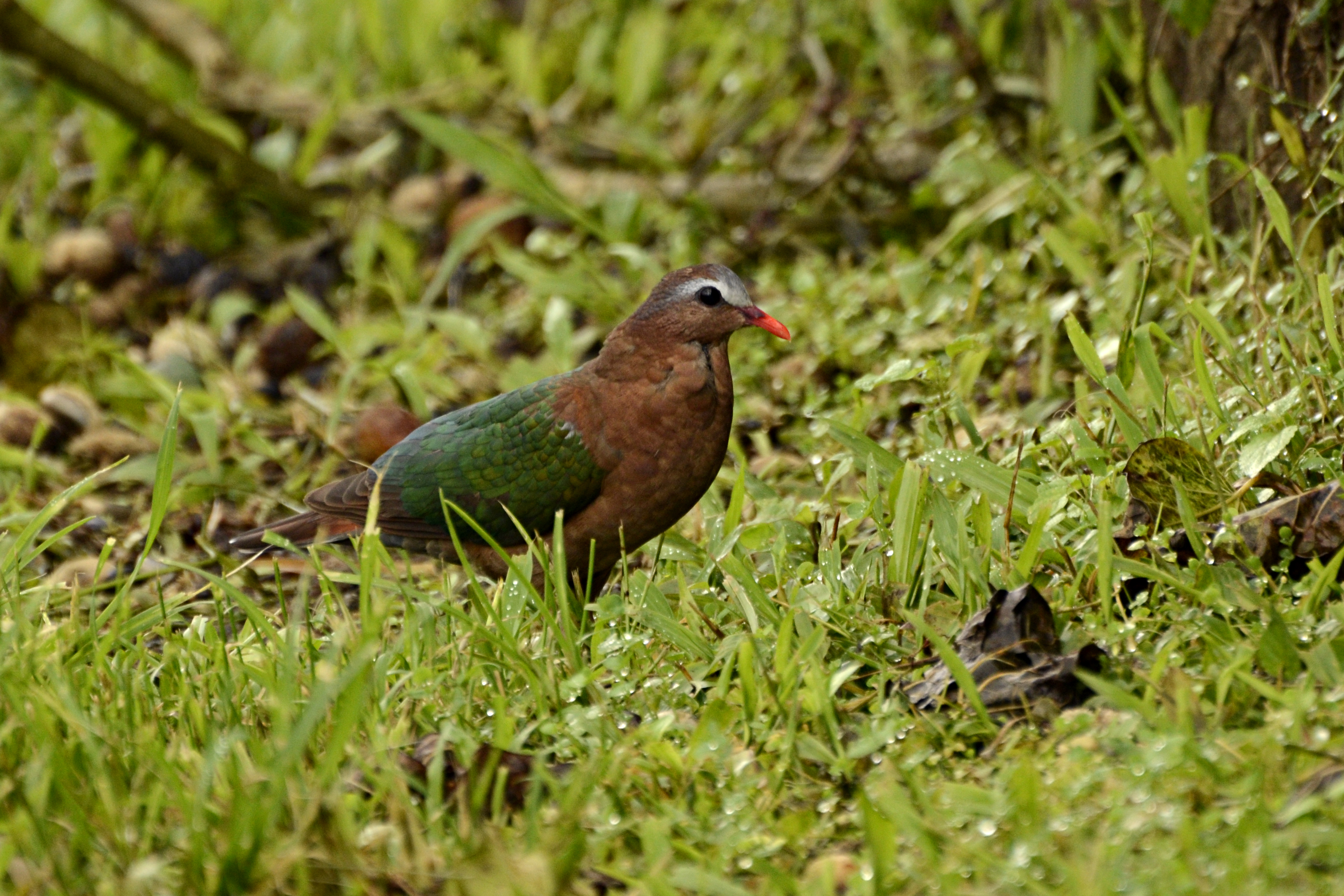
Miedzianka szmaragdowa sfotografowana na wzgórzach Anaimalai, Ghaty Zachodnie, południowo-zachodnie Indie

Środowiskiem życia miedzianek szmaragdowych są pierwotne lasy deszczowe, prawdopodobnie chętniej wybierają one obrzeża lasów. W niektórych regionach miedzianki szmaragdowe współwystępują z białoczelnymi (C. stephani), wybierają tam suchsze środowiska. Bywają odnotowywane, przynajmniej sezonowo, w zakrzewieniach w lasach namorzynowych, lasach galeriowych, w roślinności wtórnej, zapuszczonych plantacjach kauczukowców, kokosów i herbaty oraz podmiejskich ogrodach. Miejscami pojawiają się sezonowo. Występują również w lesie wiecznie zielonym twardolistnym i w leśnych przecinkach. W Australii zasiedlają suchsze środowiska, w tym nadbrzeżne zarośla akacji i eukaliptusów. Miedzianki szmaragdowe obserwować można także w środowiskach antropogenicznych. Prócz podmiejskich ogrodów i plantacji występują także w zadrzewieniach w okolicach wsi, na terenach rolniczych i w sadach. Na Espiritu Santo (Vanuatu) pospolicie występują w ogrodach, gdzie zwabiane są przez rosnące melonowce właściwe (papaje; Carica papaya). Gibson-Hill w 1947 opisał zwyczaje miedzianek szmaragdowych na Wyspie Bożego Narodzenia twierdząc, że w okolice siedlisk ludzkich chętniej gołębie te zalatują w porze suchej celem uzyskania wody i pokarmu. W porze deszczowej trzymały się od nich dalej. Również wspomniał o zainteresowaniu tych ptaków papajami.
Miedzianki szmaragdowe występują głównie na nizinach, jednak odnotowywane były od poziomu morza do 1800 m n.p.m. w Himalajach i do 1300 m n.p.m. na Nowej Gwinei (według innego źródła, o cztery lata starszego, na Nowej Gwinei do 800 m n.p.m.). W Nepalu występują głównie na wysokości 75–365 m n.p.m., ogółem do 1700 m n.p.m. Na Cejlonie spotykane do wysokości ponad 1800 m n.p.m., na Sumatrze do 1450 m n.p.m., podobnie jak w południowo-wschodniej Azji. Na Filipinach odnotowywane do około 1000 m n.p.m. W dwóch miejscach na Espiritu Santo, głównej wyspie Vanuatu, najpospoliciej stwierdzane były od poziomu morza do 400 m n.p.m. Ogółem w Melanezji rzadko pojawiają się powyżej 600 m n.p.m.
Miedzianki szmaragdowe przeważnie przebywają w parach, niekiedy pojedynczo; rzadko w grupach przyciągniętych przez opadłe owoce. Po ziemi w poszukiwaniu pożywienia poruszają się zwinnie, lecz po raczej nieprzewidywalnej trasie. Często żerują wzdłuż leśnych traktów, a spłoszone uciekają z łoskotem skrzydeł. Zaniepokojone odlatują na odległość 1–200 m. Przez podszyt latają szybko i zręcznie. Tereny otwarte pokonują przemieszczając się z jednego zadrzewionego punktu do drugiego. Unoszenie skrzydeł jest u miedzianek szmaragdowych zachowaniem agonistycznym; pisklęta w poczuciu zagrożenia również podnoszą skrzydła. Chcąc zagrozić intruzom gołębie te przyjmują wyprostowaną posturę, kierują dziób w dół ku piersi, unoszą skrzydła i nachylają się w stronę osobnika, którego zwykle potem gonią, póki ten nie opuści ich terytorium.
Najczęstszym głosem wydawanym przez miedzianki szmaragdowe jest podobny do pohukiwania, smętnie brzmiący dźwięk poprzedzony miękkim czknięciem. Opisywany jest również jako miękki, niski i głęboki jęk huun z nosowym zakończeniem. Głosy miedzianek z różnych obszarów są odmienne. U australijskich ptaków poszczególne dźwięki wydawane są w krótszych odstępach czasowych, ponadto są dłuższe i rozpoczynają się miękko, by potem przybrać na tonacji i głośności. Głos miedzianek z Wyspy Bożego Narodzenia opisany jest jako ciche i monotonne kuu-kuu-kuu. Według Davida Gibbsa głos mający zwabić potencjalnego partnera można usłyszeć często, a różnice w transkrypcji wynikają raczej z interpretacji słuchacza, a nie różnic w głosach miedzianek z różnych regionów. Podaje również, że przynajmniej na Nowej Gwinei zawołanie miedzianki szmaragdowej poprzedzone jest długim mruczącym dźwiękiem, który powoli wzrasta i gwałtownie się kończy. Główna część tego zawołania to – według Gibbsa – monotonne, niskie, jękliwe tk-kwuuua, tk-kwuuua, tk-kwuuua, powtarzane od 3 do 12 razy w częstotliwości około raz na sekundę. Początkowy dźwięk tk-... brzmi jak gwałtowne nabranie oddechu (w HBW określono je jako wspomniane „czknięcie”), z większej odległości może być niemożliwe do usłyszenia.
Większa część populacji jest osiadła, mniejsza – częściowo wędrowna lub nomadyczna. Okresowe zmiany zasięgu zauważono już w XIX wieku. Wiadomo, że w Indiach miedzianki szmaragdowe są przyciągane przez światła. Ripley wspomniał, że o pewnym rodzaju wędrówek świadczy kierowanie się ku światłu w bezksiężycowe noce o dużym zachmurzeniu i zamgleniu podczas później pory monsunowej. Na Nowej Gwinei w nieprzewidywalnym czasie pojawiają się w obszarach podmiejskich, a obserwacje na morzu wskazują na zdolność do przemieszczania się na duże odległości. Na Norfolku miały pojawić się wskutek naturalnych wędrówek, na Lord Howe – introdukcji. W Ostoi dzikiej przyrody Peechi-Vazhani (Kerala, Indie) zaobserwowano największą liczebność miedzianek szmaragdowych od sierpnia do października. Poza tym okresem były znacznie rzadsze. Przeważnie podejmują lokalne wędrówki, ale stwierdzono również przemieszczanie się na odległość do 800 km. W badaniu prowadzonym w Singapurze na parze miedzianek, prawdopodobnie pierwszym na ten temat, oszacowano areał osobniczy samca na 24,1 ha, a samicy – na 23,1 ha.

### Pożywienie
Pożywieniem miedzianek szmaragdowych są głównie nasiona i opadłe owoce, do tego nieco bezkręgowców (owadów, w tym termitów, i ślimaków). Zjadają części roślin z wielu rodzin, w tym arekowatych (Arecaceae), ciborowatych (Cyperaceae), wawrzynowatych (Lauraceae), bobowatych (Fabaceae), szkarłatkowatych (Phytolaccaceae) i psiankowatych (Solanaceae). Mogą zrywać niewielkie owoce wprost z gałęzi, aczkolwiek nie są w tym zbyt zręczne. Biorą udział w rozsiewaniu nasion Ficus sundaica i F. virens. Biorąc pod uwagę czas, w jakim nasiona tych roślin przebywają układ pokarmowy miedzianek (odpowiednio 4 i 12 godzin) oraz dane z badań telemetrycznych, oszacowano, że mogą roznieść nasiona fikusa przeciętnie na 160 m.
W Indiach szczególnie gustują w opadłych jagodach lantany pospolitej (Lantana camara), rośliny zawleczonej i obcej dla flory Indii. Na Cejlonie chętnie zjadają nasiona smokrzynu łojodajnego (Triadica sebifera) i rącznika pospolitego (Ricinus communis). W badaniach nad pożywieniem australijskich ptaków u miedzianki szmaragdowej zaobserwowano pokarm roślinny pochodzący od taksonów z 16 różnych rodzin. Ze zdobyczy zwierzęcej odnotowano ślimaki i poczwarki mrówek. Zjadają też opadłe owoce Macaranga bancana. Na Wyspie Bożego Narodzenia pożywieniem są głównie małe owoce, w tym jagody, zbierane z ziemi. Na Vanuatu i Wyspie Bożego Narodzenia wyjadają papaje, na tej drugiej obserwowano również zjadanie ryżu. Niekiedy miedzianki szmaragdowe pojawiają się na terenach rolniczych i pożywiają się razem z drobiem lub z trzodą chlewną.

### Lęgi

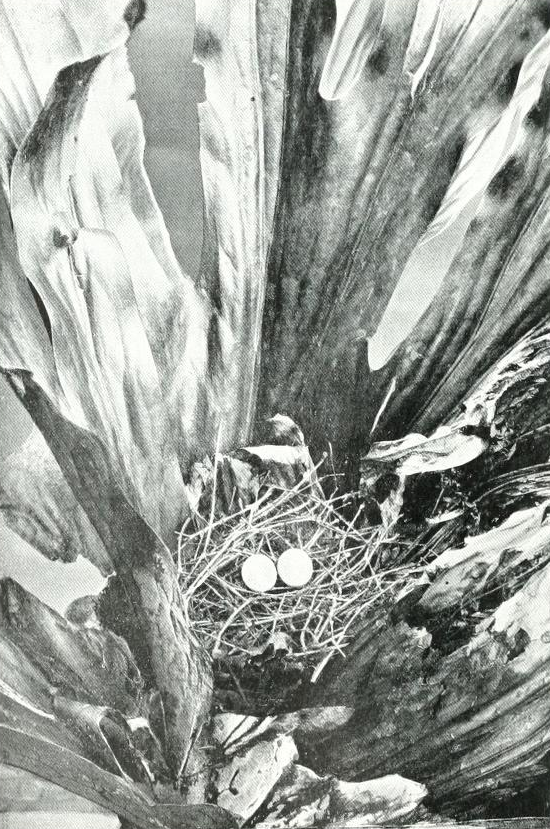
Gniazdo miedzianki szmaragdowej. Copmanhurst, Nowa Południowa Walia, 1914

W wielu regionach świata miedzianki szmaragdowe gniazdują przez cały rok, jednak ze szczególnym nasileniem od końca pory suchej do pory deszczowej. Ogółem w północnych częściach zasięgu lęgi trwają przeważnie od marca do maja, natomiast w południowej – od października do marca. W Indiach lęgi odbywają się przez cały rok, w obszarach z wyraźnie wyodrębnioną chłodną zimą okres lęgowy trwa głównie od marca do maja. W Kerali największe nasilenie lęgów przypada na kwiecień-maj i listopad-grudzień. Na Cejlonie miedzianki szmaragdowe gniazdują głównie w lutym i marcu oraz we wrześniu. Na Andamanach brak wyodrębnionego sezonu lęgowego; jedno jajo pozyskano 29 maja, a osobnika z powiększonymi gonadami (co świadczy o aktywności rozrodczej) odłowiono 16 lutego. Na Nikobarach osobniki w kondycji rozrodczej pozyskiwano w lutym i kwietniu. W Chinach gniazdują od marca do maja. Na Filipinach osobniki z powiększonymi gonadami łapano w lutym, marcu i październiku; samą aktywność lęgową obserwowano w kwietniu i maju, a młode – we wrześniu. W Singapurze okres lęgowy trwa od kwietnia do września. Brak informacji o rozrodzie na Nowej Gwinei. Na Roti (Małe Wyspy Sundajskie) pisklęta znajdywano w połowie marca. Na Wyspie Bożego Narodzenia okres lęgowy trwa od marca do października (głównie w listopadzie i grudniu). W Australii lęgi odbywać się mogą cały rok. W okolicach wybrzeża Terytorium Północnego można jednak wyodrębnić dwie pory lęgowe, jako że aktywność rozrodczą obserwowano od stycznia do marca i w czerwcu. W północno-wschodniej Nowej Południowej Walii gniazdowanie stwierdzano cały rok, lecz najwięcej aktywnych gniazd znajdowano od sierpnia do grudnia.
Samce nie wykonują lotów tokowych, co jest typowe dla często przebywających na ziemi gołębi. Zwabiają samice w ciszy siedząc na nisko osadzonej gałęzi i rytmicznie obniżając głowę oraz pierś, jednocześnie podnosząc złożony ogon do około 60°. Zwykle takie rytmiczne ruchy trwają 1–2 s i wykonywane są w seriach 9–10. Jeśli potencjalna partnerka zbliży się, zwraca się w kierunku samca, ten prostuje się wyciągając szyję nachyloną ku przodowi i kilkukrotnie dyga całym ciałem. Zwykle później następuje kopulacja. Po kopulacji samiec czyści upierzenie samicy, a następnie obydwa ptaki wzajemnie dotykają i łapią się dziobami.

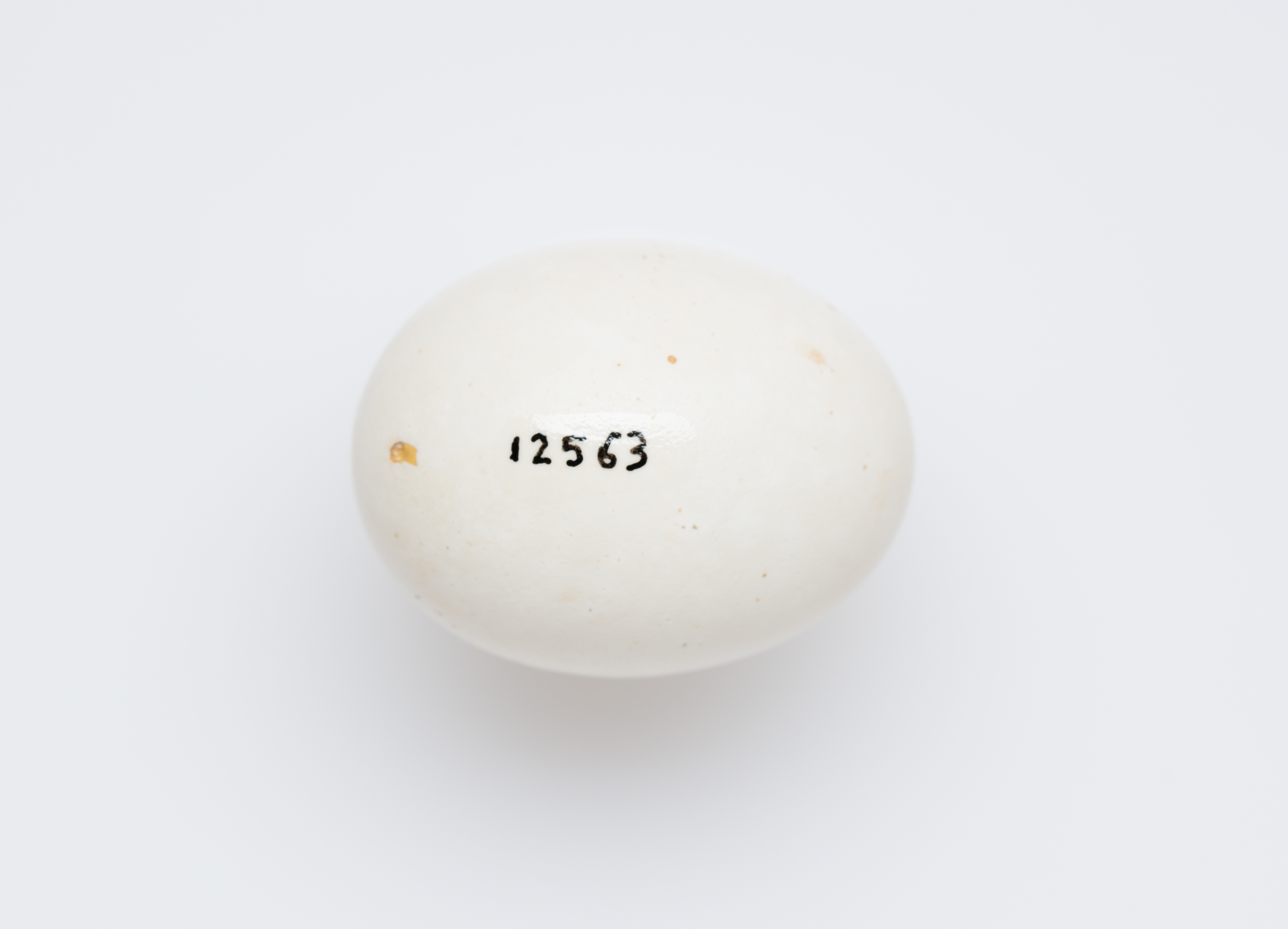
Jajo miedzianki szmaragdowej

Gniazdo ma formę platformy z gałęzi o dość lichej budowie – może się zdarzyć, że jaja są widoczne od spodu. Znany jest pochodzący z lat 90. XX wieku opis gniazda, które zbudowane zostało na pandanie z zaledwie 8 patyków. Niekiedy osiągają duże rozmiary. Za wyściółkę gniazda mogą posłużyć wyschnięte liście, niekiedy w jego konstrukcję wplecione zostają wicie roślin pnących. Umieszczone jest wśród gęstego listowia krzewu czy drzewa, wśród pnączy, na pandanie, w kępce bambusa, na kardamonie malabarskim (Elettaria cardamomum), paproci drzewiastej lub epifitów. Ulokowane jest 1–11 m nad ziemią. W budowie gniazda uczestniczą obydwa ptaki z pary.
Zniesienie liczy 2 jaja. Skorupka ma barwę kremową lub płową. Wymiary jaja u C. i. natalis to średnio 26 na 20–21 mm. Średnie wymiary dla 200 jaj z Indii: 27 na 21 mm, dla 24 jaj z Cejlonu: 25,9 na 20,8 mm. Inkubacja trwa 14–16 dni (inne źródło mówi o kluciu nieco po 17. dniu inkubacji), wysiadują obydwa ptaki z pary. Po około 3 dniach życia pisklętom otwierają się oczy, wówczas tęczówki są ciemnobrązowe. W niewoli po 7–8 dniach życia młode mają w pełni opierzone skrzydła, jednak pióra dopiero zaczynają przebijać się przez skórę. Stają się w pełni opierzone po 12–16 dniach życia, zdolność lotu (dane z niewoli) uzyskują w wieku około 21 dni.
Pewien zaobrączkowany osobnik z Queensland przeżył przynajmniej 12 lat (po sprawdzeniu obrączki został wypuszczony). Jeden osobnik w niewoli przeżył 18 lat.

### Pasożyty, choroby i drapieżniki
Z miedzianek szmaragdowych i bażanciaków (Otidiphaps nobilis) opisano w 1978 nowy gatunek apikompleksu, Eimeria waiganiensis. Miedzianki szmaragdowe mogą ulec zakażeniu Salmonella enterica serowaru Typhimurium, var. copenhagen. W 1981 opisano przypadek śmierci 20 spośród 50 ptaków importowanych do hodowli w przeciągu 5-dniowej kwarantanny. Za ich śmierć odpowiadał wspomniany patogen. Miedziankę szmaragdową odnotowano wśród zdobyczy wężojada nikobarskiego (Spilornis klossi) i srokacza czarnego (Melloria quoyi). Zagrożeniem dla piskląt mogą być wrony wielkodziobe (Corvus macrorhynchos).

## Status i zagrożenia
IUCN od 2014 uznaje miedziankę szmaragdową i brązowogłową za osobne gatunki, oba zalicza do kategorii najmniejszej troski (LC, Least Concern). W 2016 w Chinach miedzianka szmaragdowa miała status gatunku najmniejszej troski (LC). BirdLife International ocenia trend liczebności populacji miedzianki szmaragdowej jako spadkowy ze względu na drapieżnictwo ze strony kotów i szczurów. Zagrażają im także kolizje z szybami.
Odnotowywana była w licznych parkach narodowych i innych obszarach chronionych, między innymi:
- Indie: New Amarambalam Reserved Forest, część Rezerwatu biosfery Nilgiri[63], Park Narodowy Kudremukh[64], Park Narodowy Nanda Devi (zarazem rezerwat biosfery)[65], Rezerwat biosfery Great Nicobar[66]
- Australia: Park Narodowy Kakadu[67], Park Narodowy Iron Range[48]
- Singapur: Bukit Batok Nature Park[52], Bukit Timah Nature Reserve[68]
- Hongkong: Rezerwat przyrody Tai Po Kau[35]

## W kulturze człowieka
Miedzianka szmaragdowa jest gatunkiem hodowlanym. Malajowie mieli wabić specjalnym instrumentem i łapać te gołębie, które łatwo oswajały się po złapaniu. Po raz pierwszy do Europy osobniki tego gatunku dotarły w 1853. W 1893 po powrocie z podróży dookoła świata Franciszek Ferdynand Habsburg sprowadził kilka osobników do menażerii. Jeden z nich przeżył niemalże 10 lat do 1903. W latach 1861 i 1863 London Zoo zakupiło lub otrzymało na drodze wymiany osobniki z Australii (łącznie 7), w 1864 Rajendra Mullick podarował dwa indyjskie osobniki, zaś w nieokreślonym czasie zoo pozyskało jeszcze jeden okaz za wymianę z Chin.  Znalazły się w spisie zwierząt trzymanych w ogrodzie zoologicznym we Frankfurcie nad Menem w listopadzie 1897. W 1899 były dostępne na sprzedaż we Francji.
Miedzianki szmaragdowe to odporne na chłodną pogodę gołębie, raczej przyjaźnie zachowujące się wobec swoich opiekunów. Mogą być trzymane w ptaszarniach z ptakami innych gatunków, między innymi astryldami, miękkojadami (jest to termin potoczny, nie systematyczny), małymi papugami czy innymi gołębiami. W projektowaniu woliery dla miedzianek szmaragdowych należy uwzględnić, że wiele czasu spędzają na ziemi, lecz odpoczywają na drzewach. Woliera powinna zawierać otwartą przestrzeń na podłożu, niskie krzewy i gałęzie osadzone na różnej wysokości. Samce powinno się trzymać osobno ze względu na możliwe konflikty. Donoszono o pomyślnym trzymaniu miedzianek z innymi ptakami w wolierach o wymiarach 2,5–4 na 4 m. W otwartych ptaszarniach nieobsadzonych krzewami miedzianki wykazują niepokój. Na półkuli południowej najlepiej, by woliera była zwrócona na północ, na półkuli północnej – odwrotnie. Istotne jest zagospodarowanie części woliery tak, by umożliwić kąpiele słoneczne. Poza amatorskimi obserwacjami nie zaobserwowano, by dzikie miedzianki szmaragdowe kąpały się, jednak basen z wodą może zwiększyć atrakcyjność woliery.
Mimo że miedzianki szmaragdowe mogą przeżyć żywione samym suchym ziarnem, nasionami traw na wysiew i zielonkami, należy zapewnić im możliwie różnorodną dietę dostarczając między innymi owoców. Podstawowa dieta składa się z powszechnie dostępnych mieszanek nasion dla gołębi, zieleniny oraz dostępnych sezonowo owoców, czasami z dodatkiem bezkręgowców. Opisano jak niechętna do jedzenia owoców i moczonego w mleku i miodzie chleba pełnoziarnistego miedzianka przekonała się widząc, jak zjada je muszkatela dwubarwna (Ducula bicolor).